# Liste des députés européens du Danemark de la 2e législature
Lors des élections européennes de 1984, 16 députés européens sont élus au Danemark. Leur mandat débute le 24 juillet 1984 et se termine le 24 juillet 1989.
- Les sociaux-démocrates du Sociaux-démocrates et de Siumut obtiennent 4 sièges.
- Les souverainistes du Mouvement populaire contre la Communauté européenne obtiennent 4 sièges.
- Les conservateurs du Parti populaire conservateur obtiennent 4 sièges.
- Les libéraux de Venstre obtiennent 2 sièges.
- La gauche du Parti populaire socialiste obtient 1 siège.
- Les centristes des Démocrates du centre obtiennent 1 siège.

| Nom | Parti                                               | Groupe  |
| --- | --------------------------------------------------- | ------- |
| Ejner Hovgård Christiansen | Social-démocratie                                   | SOC     |
| Ove Fich | Social-démocratie                                   | SOC     |
| Eva Gredal | Social-démocratie                                   | SOC     |
| Finn Lynge jusqu'au 31 décembre 1984 remplacé le 1er janvier 1985 par John Iversen                                                                                         | Siumut Parti populaire socialiste                   | SOC COM |
| Jørgen Bøgh jusqu’au 31 août 1987 remplacé le 1er septembre 1987 par Birgit Bjørnvig                                                                                       | Mouvement populaire contre la Communauté européenne | ARC     |
| Jens-Peter Bonde | Mouvement populaire contre la Communauté européenne | ARC     |
| Ib Christensen | Mouvement populaire contre la Communauté européenne | ARC     |
| Else Hammerich | Mouvement populaire contre la Communauté européenne | ARC     |
| Marie Jepsen | Parti populaire conservateur                        | DE      |
| Poul Møller jusqu'au 12 octobre 1986 remplacé le 13 octobre 1986 par Lars Poulsen                                                                                          | Parti populaire conservateur                        | DE      |
| Jeanette Oppenheim | Parti populaire conservateur                        | DE      |
| Claus Toksvig jusqu'au 5 novembre 1988 remplacé le 6 novembre 1988 par Frode Kristoffersen                                                                                 | Parti populaire conservateur                        | DE      |
| Jørgen Brøndlund Nielsen | Venstre                                             | LDR     |
| Tove Nielsen | Venstre                                             | LDR     |
| Bodil Boserup | Parti populaire socialiste                          | COM     |
| Erhard Jakobsen jusqu'au 9 septembre 1987 remplacé le 10 septembre 1987 par Peter Klaus Duetoft jusqu'au 31 octobre 1988 remplacé le 1er novembre 1988 par Erhard Jakobsen | Démocrates du centre                                | PPE     |

## Source
- Les députés de la deuxième législature, site du Parlement européen.